# 御酒之日記
『御酒之日記』（ごしゅのにっき）は、佐竹氏に伝えられた現存する日本最初の民間の酒造技術書。
江戸時代に出羽久保田藩主となる佐竹氏が、室町時代に常陸守護であった時代の記録の一つで、同国佐竹郷の豪族であったころからの酒造技術を纏めたものである。
成立には文和4年（1355年）と長享3年（1489年）の2説があるが、現在では後者が有力である。現存する写本は、東京大学史料編纂所所蔵の永禄8年（1566年）筆写本である。
中世僧坊酒の研究には欠かせない古記録であり、当時の具体的な酒造技術を知ることの出来る唯一の史料と言ってよい。奈良菩提山正暦寺製『菩提泉』や河内国天野山金剛寺製『あまの』など往時の銘酒、重陽の節句に用いられた菊酒、筑前博多の練酒『ねりぬき』などの製法も記されている。
「能々口伝（よくよくくでん）、可秘（ひすべし）、可秘」と冒頭に書かれ、筆者が門外不出の技術を書物に著すに際して、同書を読む後継者たちにかなりの守秘を喚起しているのが興味深い。
段仕込み、諸白造り、火入れ、乳酸菌発酵など、現代の日本酒造りでも使われている技法が多く記述され、当時の酒造技術の高さがうかがえる。たとえば火入れに関する記事は、西洋における細菌学の祖、パスツールが加熱殺菌を「発見」するより500年近くも前に、日本ではそれが行なわれていたことを実証する記録である。